# 弗里德里希·威廉·冯·比洛

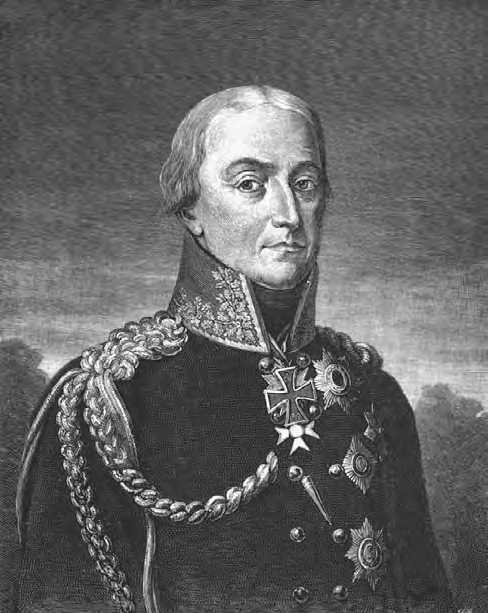
弗里德里希·威廉·馮·比洛

弗里德里希·威廉·馮·比洛（德語：Friedrich Wilhelm von Bülow，1755年2月16日1816年2月25日—）是拿破仑战争中的普鲁士将军。

## 早年
比洛出生于阿尔特马克的法尔肯贝格，是海因里希·馮·比洛的哥哥。為贵族出身，受过良好教育。他於1768年进入普鲁士军队，1772年成为少尉，1775年成为少尉。1778年参加巴伐利亞王位繼承戰爭，后潜心学习科学和艺术。
比洛一生都致力于音乐，他出色的音乐能力引起了普鲁士国王腓特烈·威廉二世的注意。1790年，他開始風靡於柏林的时尚圈。但他并没有忽视他的军事学习，他在1792年被晉升為上尉，並被任命为普鲁士王子路易·斐迪南的军事教官。他参加了1792-94年在莱茵河上的战役，并在美因茨围城战中获得了功勋勋章且晋升为少校。

## 军旅生涯
在第六次反法同盟前，比洛並未遵循普軍簽下的提爾西特條約，而是将他的部队留在手中。1813年3月14日，他被任命为中将。他与乌迪诺特为保卫柏林而战，并在夏天接受了瑞典王储贝尔纳多特的指挥。
作为一个军团的负责人，比洛在格罗斯比伦战役中表现出色，这场胜利几乎完全归功于他的领导。不久之后，他在登内维茨战役中大获全胜，第二次阻止了法軍向柏林的进攻。这激发了普鲁士最大的热情，因为主要是由普鲁士军队赢得的，并且使比洛的声望几乎与布吕歇尔的声望相提并论。
由于他在格罗斯比伦战役中出色的将领和勇气，冯·比洛在战场上被瑞典王储卡尔·约翰授予瑞典大十字勋章，随后被普鲁士国王封为登内维茨伯爵（GrafvonDennewitz）。
比洛的军团在莱比锡最终推翻拿破仑的过程中发挥了显著作用，他随后被委以将法国人从荷兰和比利时驱逐出去的任务。在一场几乎一致成功的战役中，他在霍格斯特拉滕赢得了标志性的胜利。在1814年的战役中，他从西北入侵法国，加入了布吕歇尔的军队，并在3月参加了拉昂的辉煌胜利。他被任命为步兵上将，并获得比洛·冯·登内维茨伯爵的称号。他还参加了1814年6月盟军君主对英国的访问。